# Chantemerle-les-Blés
Chantemerle-les-Blés è un comune francese di 1 135 abitanti situato nel dipartimento della Drôme della regione dell'Alvernia-Rodano-Alpi.

## Società

### Evoluzione demografica
Abitanti censiti